# Холопеничі
Холопеничі (біл. Халопенічы) — селище міського типу в Крупському районі Мінської області  Білорусі. Розташоване за 34 км від міста Крупки, за 134 км від Мінська. Населення 3,4 тис. осіб (2006). Підприємства харчової промисловості і машинобудування.
| Білорусь | Це незавершена стаття з географії Білорусі. Ви можете допомогти проєкту, виправивши або дописавши її. |

1. ↑  Численность населения на 1 января 2024 г. и среднегодовая численность населения за 2023 год по Республике Беларусь в разрезе областей, районов, городов, поселков городского типа — Національний статистичний комітет Республіки Білорусь, 2024.
2. ↑  GeoNames — 2005.